# 드림캐처 인터랙티브
드림캐처 인터랙티브(Dreamcatcher Interactive)는 캐나다의 토론토에 본사를 둔 비디오 게임 회사이다. 리처드 칸(Richard Wah Kan)이 1996년 설립하였다. 2011년 폐업하였다.

## 제작이나 발매를 맡은 주요 게임
- 슈퍼파워 시리즈
  - 슈퍼파워(SuperPower, 2002년)
  - 슈퍼파워 2(SuperPower 2, 2004년)

- 페인킬러 시리즈
  - 페인킬러(Painkiller, 2004년)
  - 페인킬러: 배틀 아웃 오브 헬(Painkiller: Battle Out of Hell, 2004년)
  - 페인킬러: 블랙(Painkiller: Black, 2005년)
  - 페인킬러: 헬 워즈(Painkiller: Hell Wars, 2006년)
  - 페인킬러: 오버도스(Painkiller: Overdose, 2007년)
  - 페인킬러: 레저렉션(Painkiller: Resurrection, 2009년)

- 듄스 오브 워(Dunes of War, 2007년)